# TS Conductor
Компанія TS Conductor Corp заснована в 2018 році, в штаті Делавер (США).  
Продукція TS Conductor допомагає операторам енергетичних мереж (транспортування та розподіл), а також розробникам відновлюваної енергетики бути продуктивними/ефективними в процесі транспортування енергії — шляхом прискорення інтеграції  відновлюваної генерації (вітер, сонце тощо)  зменшення втрат у лінії — одночасно повністю використовуючи існуючі інфраструктурні активи з новітніми розробками, враховуючи безпеку, надійність, стійкість та доступність. На початку 2023 року Компанія оголосила про відкриття свого першого виробничого підприємства в США в Хантінгтон-Біч, Каліфорнія. Нове підприємство, сертифіковане ISO, може виробляти до 5000 миль високоефективних кабельних провідників на рік.
TS Conductor фінансується декількома інвесторами, серед яких Breakthrough Energy Ventures (засновники: Білл Гейтс, Джек Ма,Джефф Безос, Джон Доєрр, Вінод Кхосла), NextEra, Third Derivative, і National Grid Partners (NGP).
Засновником компанії є Джейсон Хуанг, випускник університету штату Огайо, США. Компанією управляє Рада Директорів, до складу якої, крім засновника, входять:  Amory Lovins,  Charlie Bayless,  Audrey Zibelman,  John (JD) Hammerly.
TS Conductor у липні 2024 року додатково залучила  60 мільйонів доларів США від провідних інвесторів галузі для розширення виробництва ліній електропередач високої потужності в США.
TS Conductor інвестує 134 мільйони доларів у новий виробничий комплекс у Південній Кароліні, який створить 462 робочі місця та збільшить виробничі потужності у двадцять разів. За підтримки Міністерства енергетики США та наших провідних інвесторів, цей завод почне виробництво до кінця 2025 року, щоб задовольнити зростаючий попит на провідники наступного покоління.

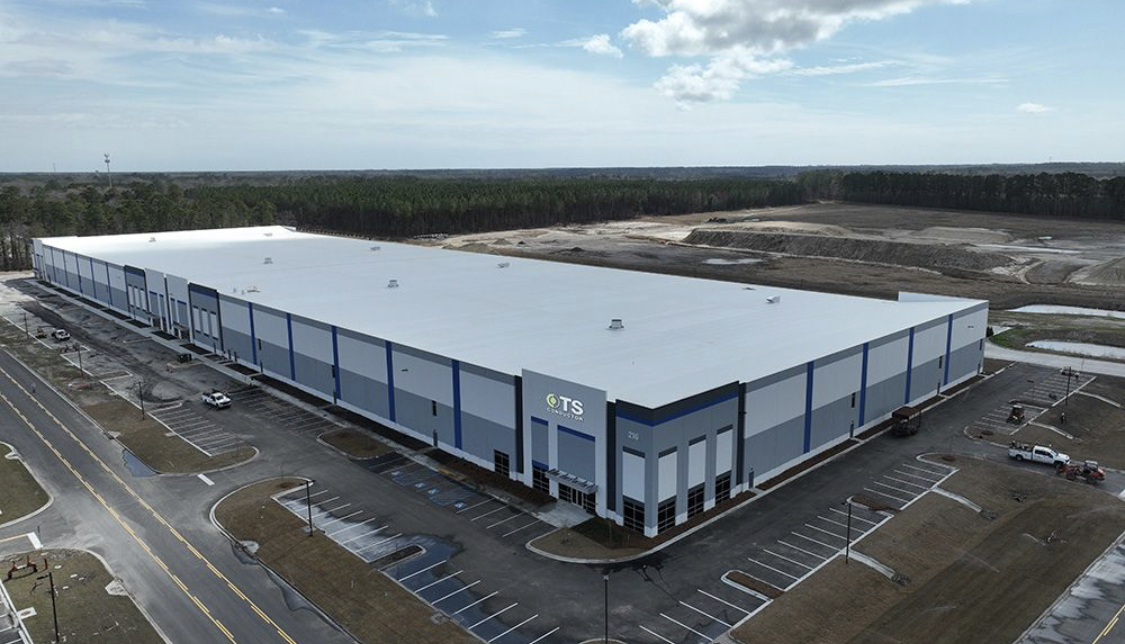
New Factory in South Carolina, US

До переліку нових інвесторів  TS Conductor увійшла компанія Quanta Services, Inc..
Компанія TS Conductor регулярно бере участь у різноманітних форумах, не тільки в США, а також у Європейському Союзі і країнах Близького Сходу.

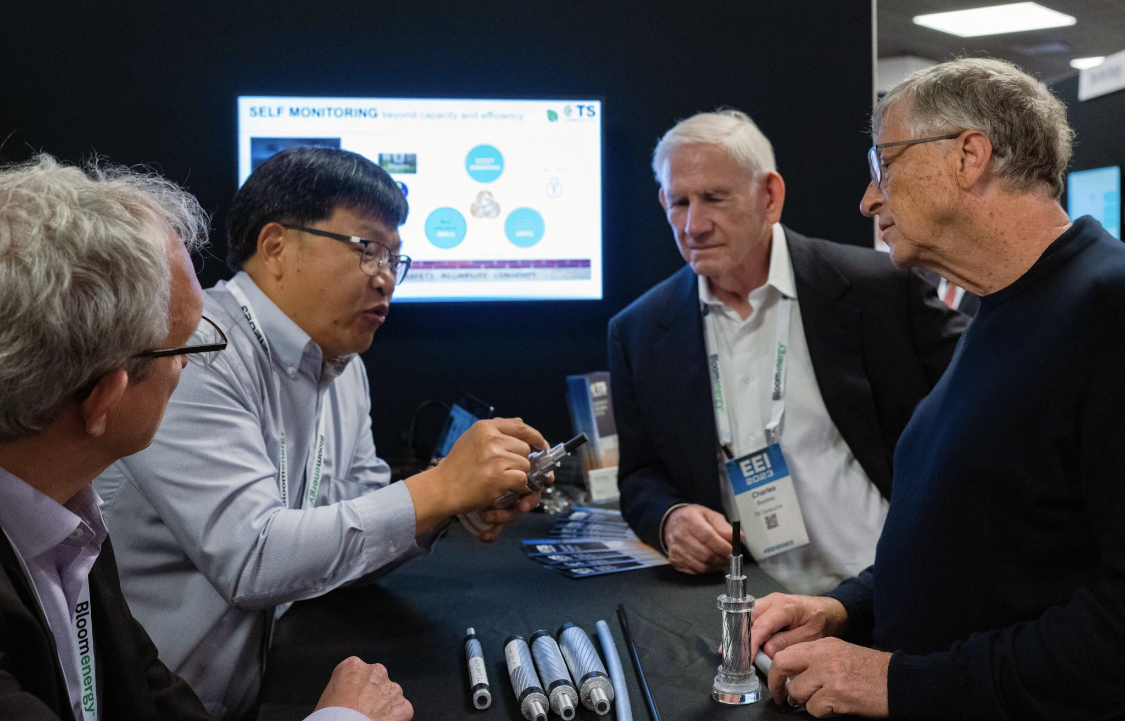
Зустріч з інвесторами

## Технологія
Технологія TS Conductor змінює парадигми та вирішує проблеми та обмеження, властиві традиційним провідникам ACSR (укр. Кабель з алюмінієвою жилою, армований сталлю) та ACSS (укр. Композитний багатожильний кабель з концентричною прокладкою). Серцевина, що не розширюється, усуває проблеми з термічним провисанням провідника  в традиційних провідниках, таких як кабелі ACSR  і ACSS. Легкий сердечник усуває втрату ваги провідника, пов’язану з трапецієподібним скручуванням, одночасно забезпечуючи низький опір, високу струмову напругу та зменшене провисання та структурне навантаження. Високоміцний сердечник усуває втрату міцності провідника з вдавленим алюмінієм, водночас максимізуючи провідність, пружність та мінімізуючи провисання під ваговим навантаженням, таким як обмерзання чи вітер.

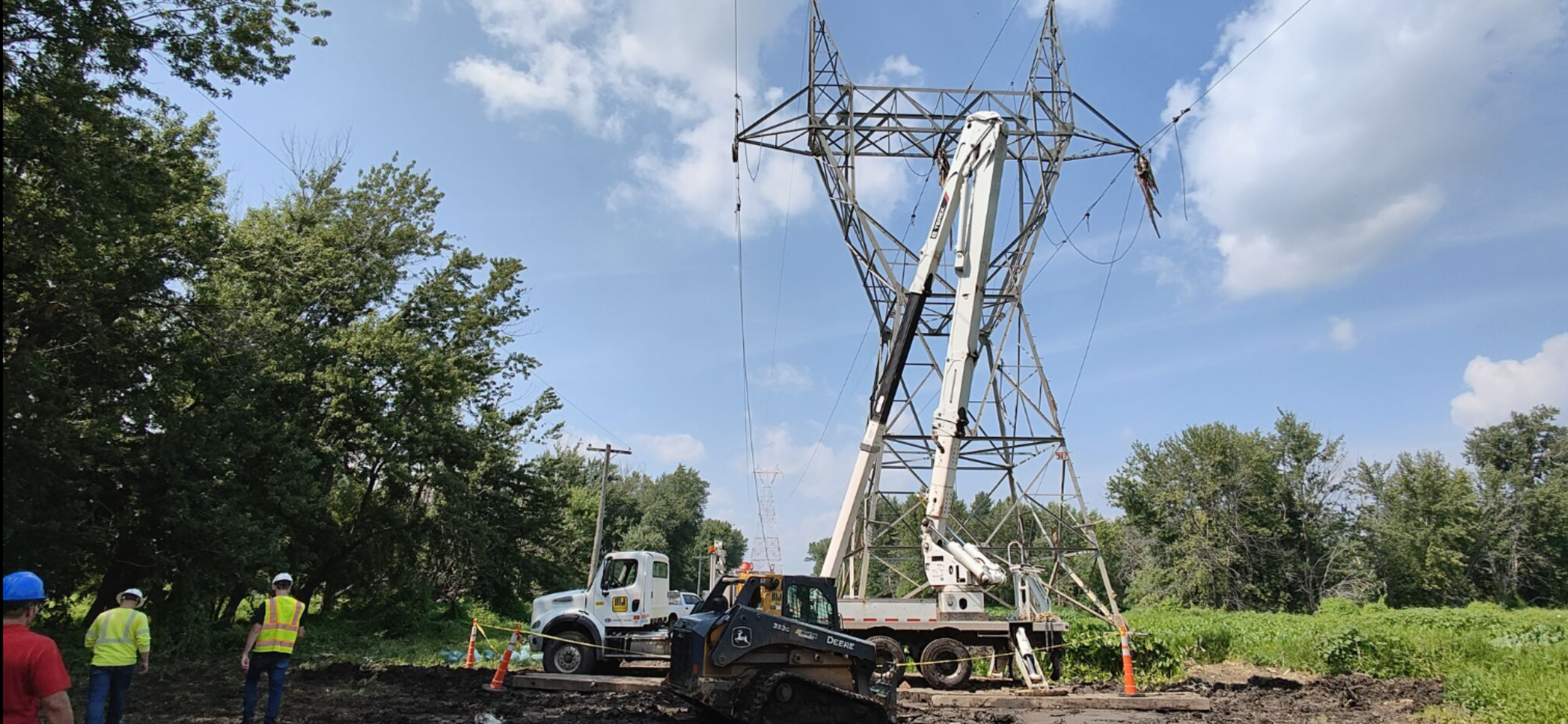
Встановлення інкапсульованого сердечника TS Conductor розміром Dove на кордоні штатів Айова та Іллінойс, США. Проект включав переправу через річку Міссісіпі довжиною понад 2000 футів. Комунальне підприємство замінило ACSR Dove на TS Conductor, що фактично подвоїло доступну потужність лінії та не потребувало жодних структурних модернізацій.

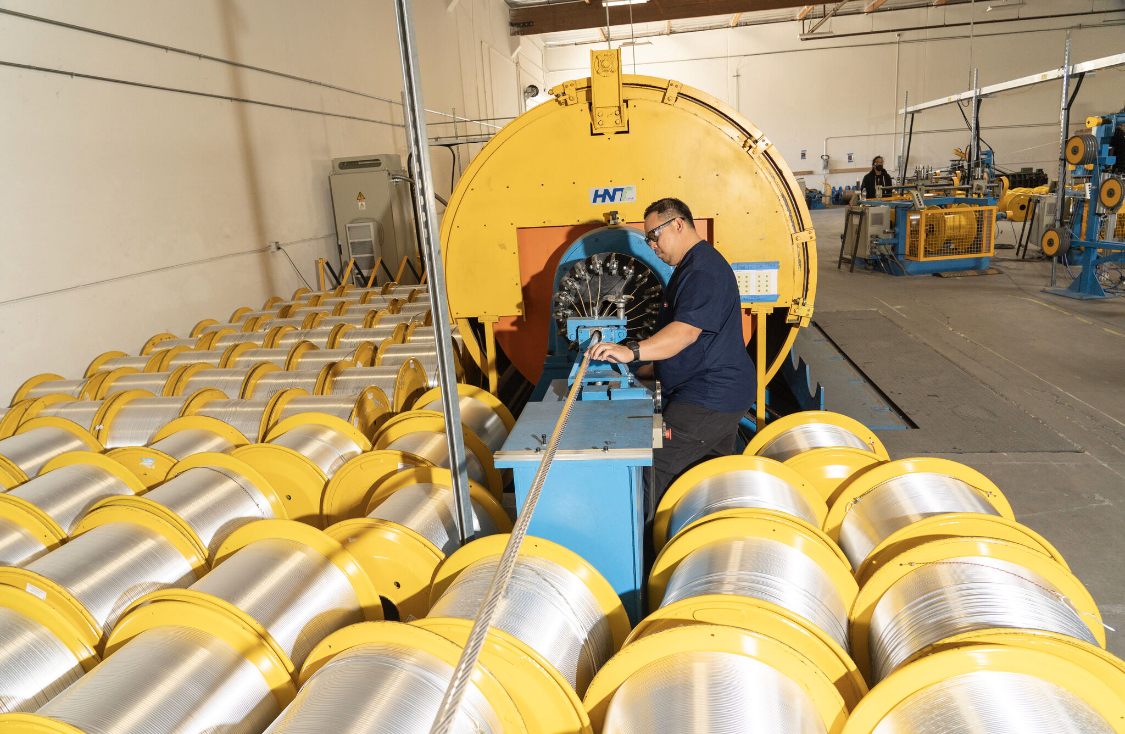

Безшовна алюмінієва капсуляція забезпечує захист композитного сердечника з вуглецевого волокна для захисту від помилок  безпечного поводження під час монтажу та обслуговування на місці, для захисту протягом усього терміну служби від погіршення навколишнього середовища (наприклад, пластифікації, вологи, окислення полімеру та розкладання УФ/озоном), а також для сумісності зі стандартною роботою на практиці (тобто ті самі інструменти, обладнання, методологія та навчання, що й у кабелях ACSR та ACSS).

## Участь у міжнародних конференціях
У вересні 2024 року компанія TS Conductor, в особі директора Джейсона Хуанга, взяла участь у Всесвітньому конгресі комунальних підприємств, Абу-Дабі.
Виступ Джейсона Хуанга на конференції TED у січні 2025 року.

## Відзнаки
У вересні 2023 року Компанія TS Conductor потрапила до списку фіналістів в категорії Rising Star (зірка, що сходить) щорічної премії Platts Global Energy Awards від S&P. 8 грудня 2023 року компанію TS Conductor було визнано компанією року в категорії Rising Star за версією Platts Global Energy Awards. 
TS Conductor отримав нагороду «Інновація року» за версією Public Utilities Fortnightly 2023 Edison Pioneers. 
У 2024 році компанія отримала відзнаку від Bloomberg.